# Castelo de Culzean

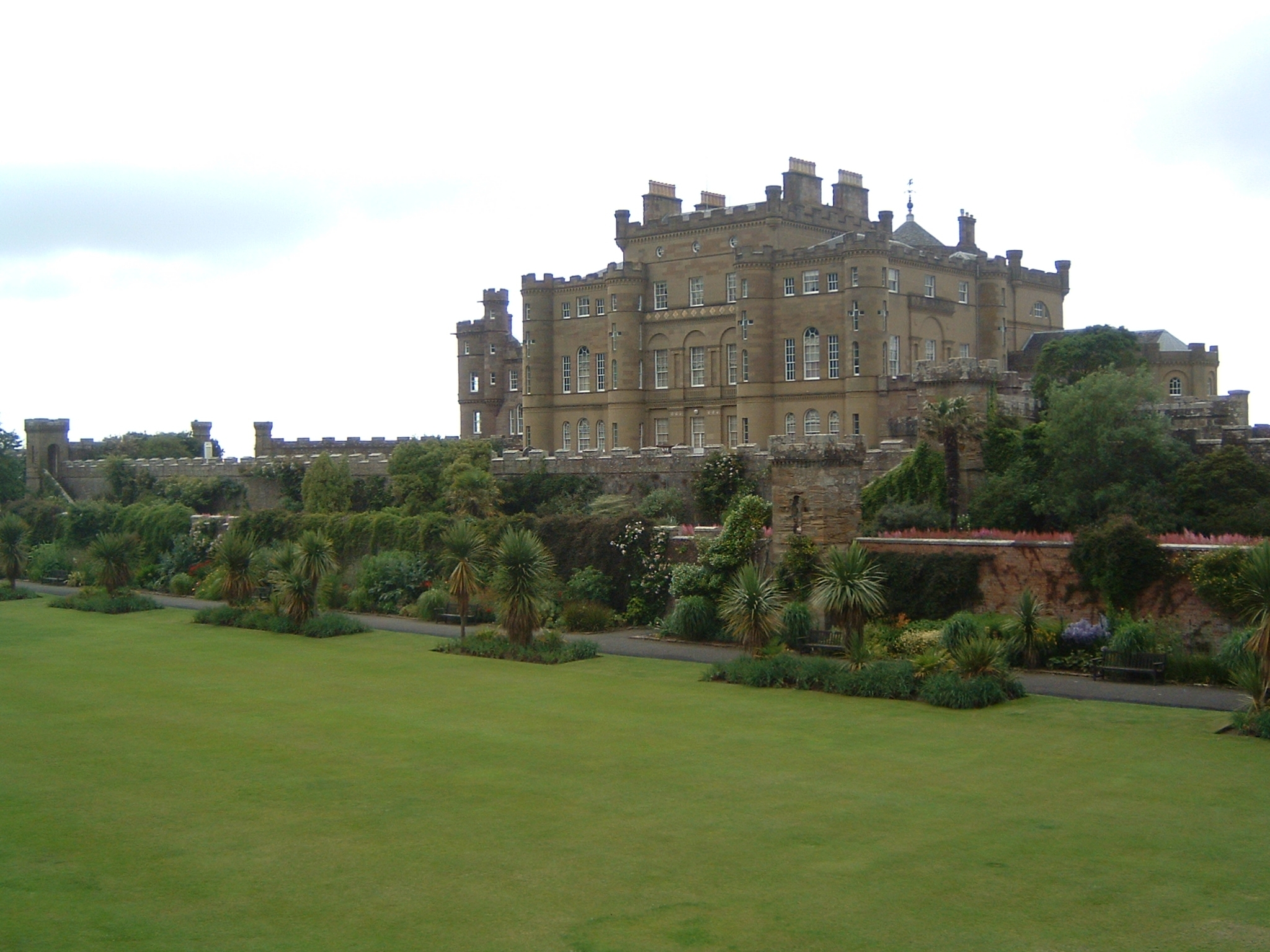
Castelo de Culzean, Escócia.

O Castelo de Culzean localiza-se perto de Maybole, em Carrick, na costa de Ayrshire, na Escócia.
Foi a residência do marquês de Ailsa e atualmente pertence ao National Trust for Scotland. O castelo encontra-se em posição dominante sobre uma formação rochosa no atual Culzean Castle Country Park e encontra-se aberto ao público. Desde 1987 uma ilustração deste castelo encontra-se figurada no reverso das notas de cinco libras emitidas pelo Royal Bank of Scotland.